# Surville, Manche

Surville este o comună în departamentul Manche, Franța. În 1 ianuarie 2018 avea o populație de 198 de locuitori.